# 17063 Papaloizou
17063 Papaloizou este un asteroid din centura principală de asteroizi.

## Descriere
17063 Papaloizou este un asteroid din centura principală de asteroizi. A fost descoperit pe 15 aprilie 1999 la Stația Anderson Mesa în cadrul programului LONEOS. Asteroidul prezintă o orbită caracterizată de o semiaxă mare de 2,34 ua, o excentricitate de 0,04 și o înclinație de 5,2° în raport cu ecliptica.